# Symploce bifida
Symploce bifida är en kackerlacksart som beskrevs av Karlis Princis 1962. Symploce bifida ingår i släktet Symploce och familjen småkackerlackor. Inga underarter finns listade i Catalogue of Life.